# ناحیه ۱۳، شهرستان بنتون، آرکانزاس
ناحیه ۱۳، شهرستان بنتون، آرکانزاس (به انگلیسی: Township 13) یک منطقهٔ مسکونی در ایالات متحده آمریکا است که در شهرستان بنتون، آرکانزاس واقع شده‌است. ناحیه ۱۳ ۱۳٬۲۳۰ نفر جمعیت دارد.